# Frans Goethals
Frans Goethals (Markegem, 27 september 1861 - Moeskroen, 15 april 1953) was een Belgisch volksvertegenwoordiger.

## Levensloop
Van beroep was Goethals stukadoor. Via de christelijke arbeidersbeweging kwam hij in de politiek terecht. In 1904 werd hij gemeenteraadslid in Moeskroen.
In 1912 werd hij verkozen tot katholiek volksvertegenwoordiger voor het arrondissement Kortrijk en vervulde dit mandaat tot in 1919. In krantenartikels werd hij geloofd voor zijn redenaarstalenten.